# Killawarra
Killawarra är en ort i Australien. Den ligger i kommunen Greater Taree och delstaten New South Wales, i den sydöstra delen av landet, omkring 240 kilometer nordost om delstatshuvudstaden Sydney. Orten hade 178 invånare år 2021.
Närmaste större samhälle är Taree, omkring 16 kilometer öster om Killawarra.